# Estación de Liceu
Liceu es una estación de la línea 3 del Metro de Barcelona situada debajo de las Ramblas en el distrito de Ciudad Vieja de Barcelona.
La estación se inauguró en 1925 con el nombre de Liceo como parte de la primera prolongación del Gran Metro de Barcelona. Posteriormente en 1982 con la reorganización de los números de líneas a la numeración arábiga y cambios de nombre de estaciones pasó a ser una estación de la línea 3 y su nombre adoptó la forma en catalán Liceu.
En el verano del 2008 terminaron las obras de renovación de la estación.
La estación es la única de toda la red de Metro en la que no hay pasillo conector entre los andenes; es decir, que para cambiar de andén hay que pasar por los torniquetes, salir a la calle, entrar por el acceso de al lado y volver a pasar por los torniquetes.
| << cabecera        | < estación             | línea | estación >        | cabecera >>   |
| ------------------ | ---------------------- | ----- | ----------------- | ------------- |
| Metro              |                        |       |                   |               |
| Zona Universitaria | La Rambla \| Drassanes |       | Plaza de Cataluña | Trinitat Nova |

## Galería

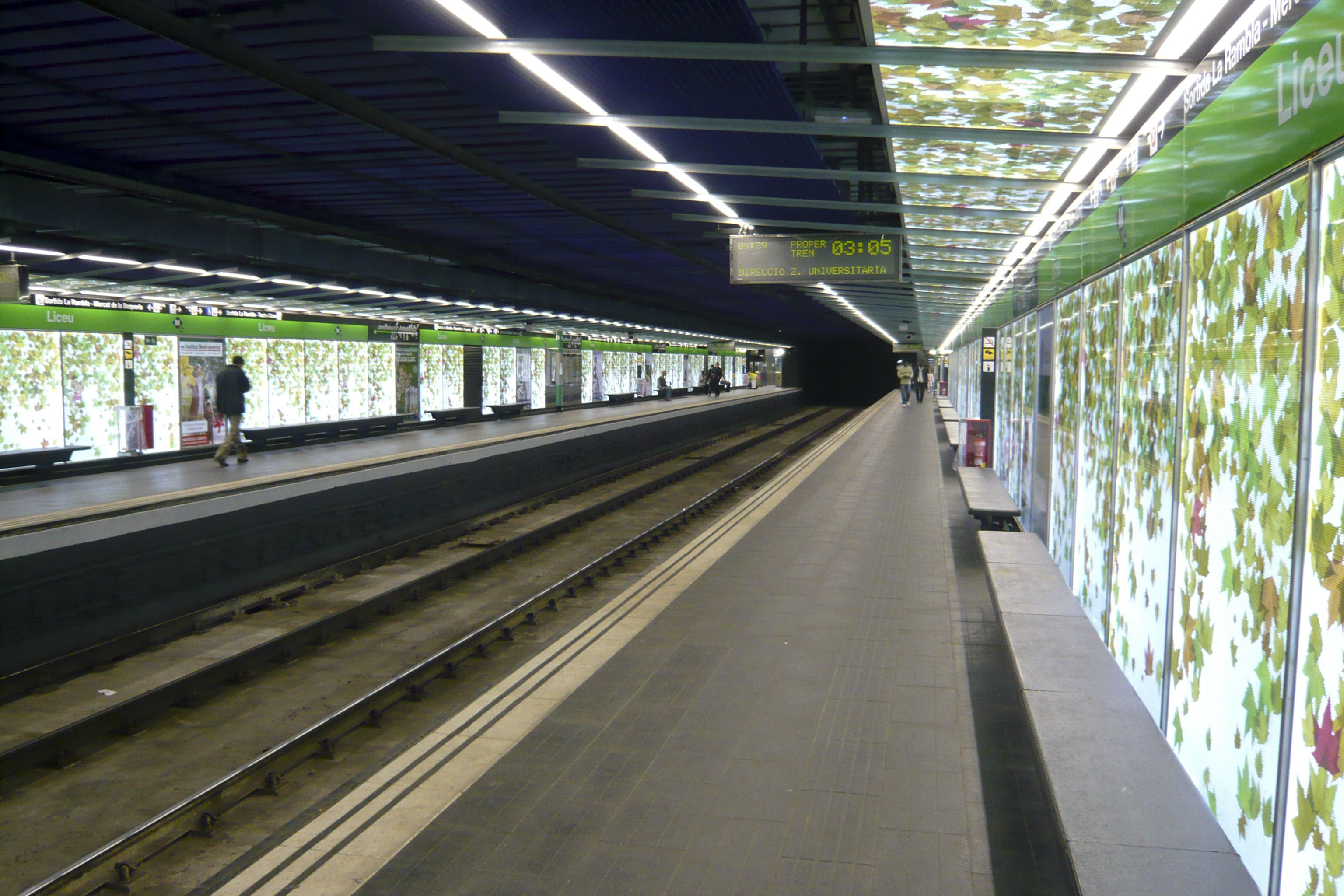
Andenes
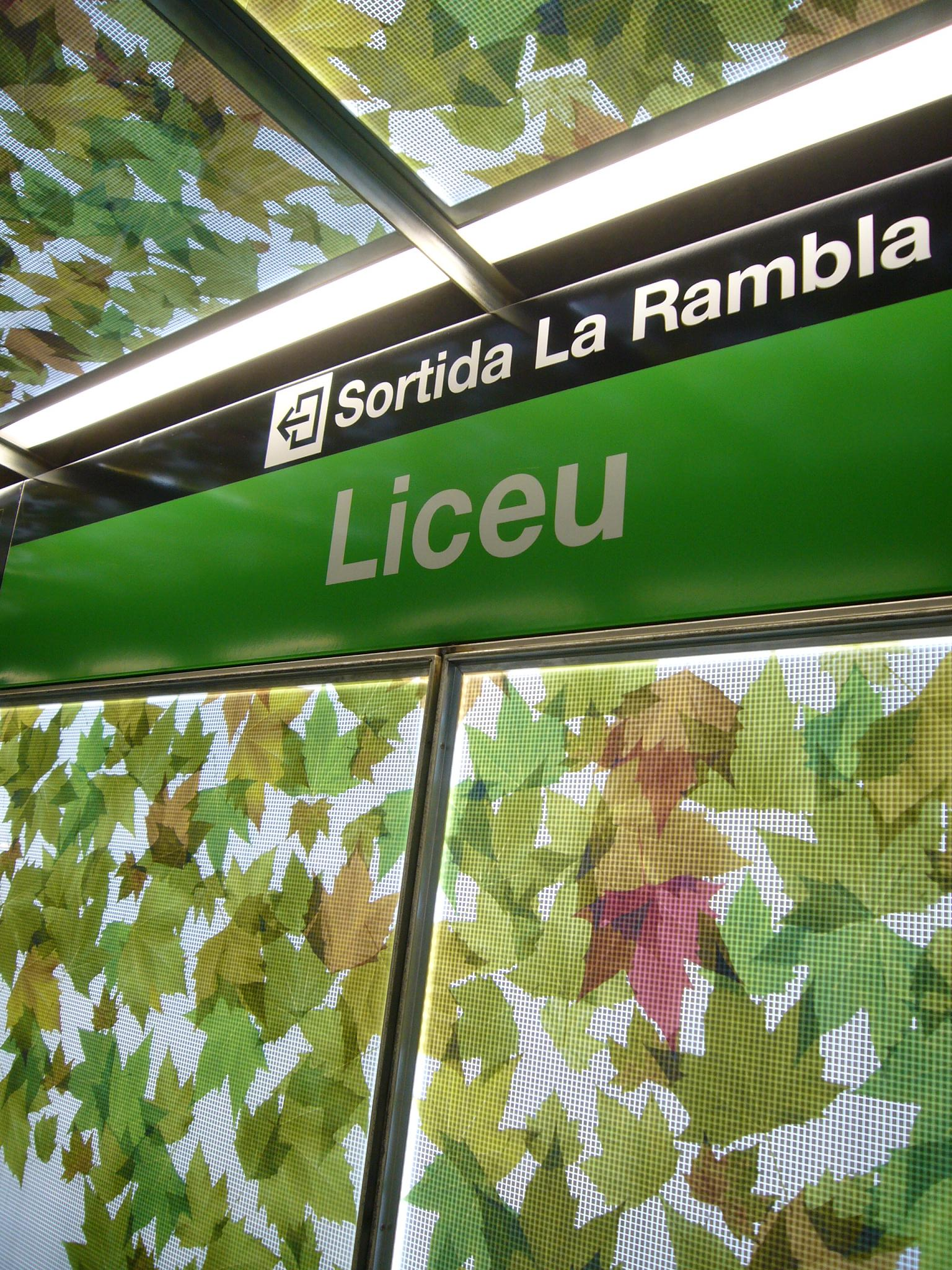
Rótulo
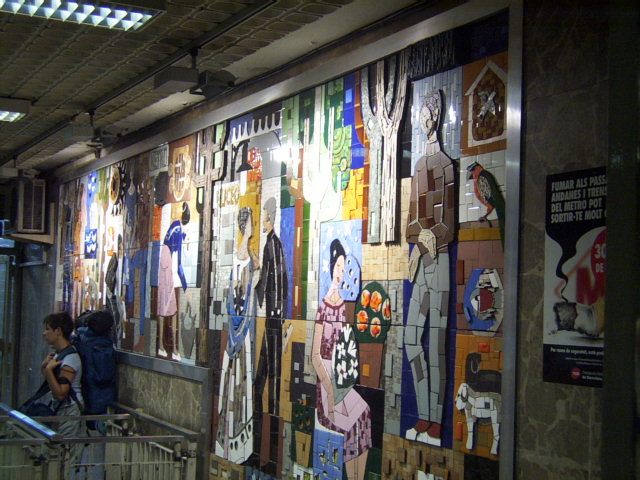
Mural